# Leptanilla poggii
Leptanilla poggii is een mierensoort uit de onderfamilie van de Leptanillinae. De wetenschappelijke naam van de soort is voor het eerst geldig gepubliceerd in 1995 door Mei.